# Саблер, Василий Фёдорович
Васи́лий Фёдорович Са́блер (нем. Wilhelm Thomas Friedrich Sabler; 1797 или 1799 — 1877) — русский психиатр, невролог, психолог, действительный статский советник. Коренным образом реформировал систему содержания душевнобольных и работу всего персонала психиатрических больниц Москвы по образцу Пинеля. Брат К. Ф. Саблера (1808—1865).
Брат Карла Фёдоровича Саблера; двоюродный брат Егора Егоровича Саблера.

## Биография
Родился в семье доктора медицины Ф. Ф. Саблера (1769—1812). Источники дают различные даты рождения: 18 (29) августа 1799, 28.08.1799, 28 августа (8 сентября) 1797.
С 8 января 1813 по 27 июня 1814 года учился в Казани, куда во время войны Саблеры бежали из Москвы. С 1819 по 1823 год учился на медицинском факультете Дерптского университета. В 1824 году защитил докторскую диссертацию на тему «Observationes et animadversiones de coxalgia». После окончания университета врачебная деятельность В. Ф. Саблера сосредоточилась в Москве, где в начале XIX века он был единственным врачом-психиатром, обслуживающим инвалидные дома, психиатрические отделения Старо-Екатерининской больницы (с 1826) и первую в России частную психиатрическую лечебницу, открытую в 1830 году доктором Ф. И. Герцогом, которой с 1836 года стал заведовать Саблер.
В. Ф. Саблер 1 октября 1828 года был назначен ординатором, а в 1832 году — главным врачом дома умалишённых при Екатерининской богадельне — Московского доллгауза. В 1833 году дом для умалишённых стал самостоятельным учреждением, отделившись от богадельни, а в 1838 году, по ходатайству Василия Фёдоровича, он был переименован в Преображенскую больницу для душевнобольных. Благодаря проведенной Саблером реорганизации были уничтожены цепи, сковывающие беспокойных больных. В 1834 году он составил подробный регламент работы психиатрической больницы «О занятиях больных, находившихся в доме умалишённых», а также начал улучшать условия содержания пациентов. Были созданы мастерские и огород для трудотерапии. Также больным устраивали развлечение музыкой и играми. В 1838 году он был награждён орденом Св. Анны 2-й степени с императорской короной; с 31 декабря 1844 года — статский советник.
Имел деревянный дом в Москве. В июне 1861 года был произведён в действительные статские советники; награждён орденами: Св. Владимира 3-й ст (1865) и Св. Станислава 1-й ст. (1868).
В ноябре 1870 года оставил службу. Жил в Новгороде, где и умер 18 (30) ноября 1878 года. Похоронен в Москве на Введенском кладбище; могила утрачена.

## Научный вклад
В. Ф. Саблер — автор более 30 научных работ, посвящённых различным проблемам психиатрии. Он дал научное обоснование необходимости разделения психически больных на острых (к ним применяли терапию и оставляли в больнице) и хронических (которых отправляли в богадельню) в зависимости от особенностей течения их заболевания и показал различия в терапевтическом подходе к ним. Однако Саблер считал, что хронически больных также необходимо лечить. Для лечения психически больных применялась гидротерапия, психотерапия и передовое на то время лечение прогрессивного паралича антисифилитическими препаратами. По представлению Саблера, психическая болезнь представляет собой одно из защитных свойств организма, позволяющее организму во многих случаях бороться с физическими заболеваниями.

Принадлежащая Саблеру концепция борьбы с острыми психозами и хроническими заболеваниями выражается следующей цитатой:
Врач, пользуясь обломками разрушенного здания рассудка, возводит из старого материала новое здание.

## Семья
Жена: Amalie Juliane (1799—1888).